# Irina Pando
Irina Pando (Zurigo, 24 luglio 1995) è una calciatrice svizzera, di ruolo attaccante. Ha giocato 9 partite con la maglia della nazionale svizzera.

## Statistiche

### Presenze e reti nei club
Statistiche parziali.
| Stagione        | Squadra          | Campionato      | Campionato | Campionato | Coppe nazionali | Coppe nazionali | Coppe nazionali | Coppe continentali | Coppe continentali | Coppe continentali | Altre coppe | Altre coppe | Altre coppe | Totale | Totale | Totale |
| Stagione        | Squadra          | Comp            | Pres       | Reti       | Comp            | Pres            | Reti            | Comp               | Pres               | Reti               | Comp        | Pres        | Reti        | Pres   | Reti   |        |
| --------------- | ---------------- | --------------- | ---------- | ---------- | --------------- | --------------- | --------------- | ------------------ | ------------------ | ------------------ | ----------- | ----------- | ----------- | ------ | ------ | ------ |
| 2021-2022       | Bayer Leverkusen | FB              | 21         | 3          | CG              | 4               | 0               | -                  | -                  | -                  | -           | -           | -           | 25     | 3      |        |
| 2022-2023       | Zurigo           | WSL             | 21         | 3          | CS              | 3               | 1               | UWCL               | 9                  | 0                  | -           | -           | -           | 33     | 4      |        |
| Totale carriera | Totale carriera  | Totale carriera | 42+        | 6+         |                 | 7+              | 1+              |                    | 9+                 | 0+                 |             | -           | -           | 58+    | 7+     |        |